# Usil

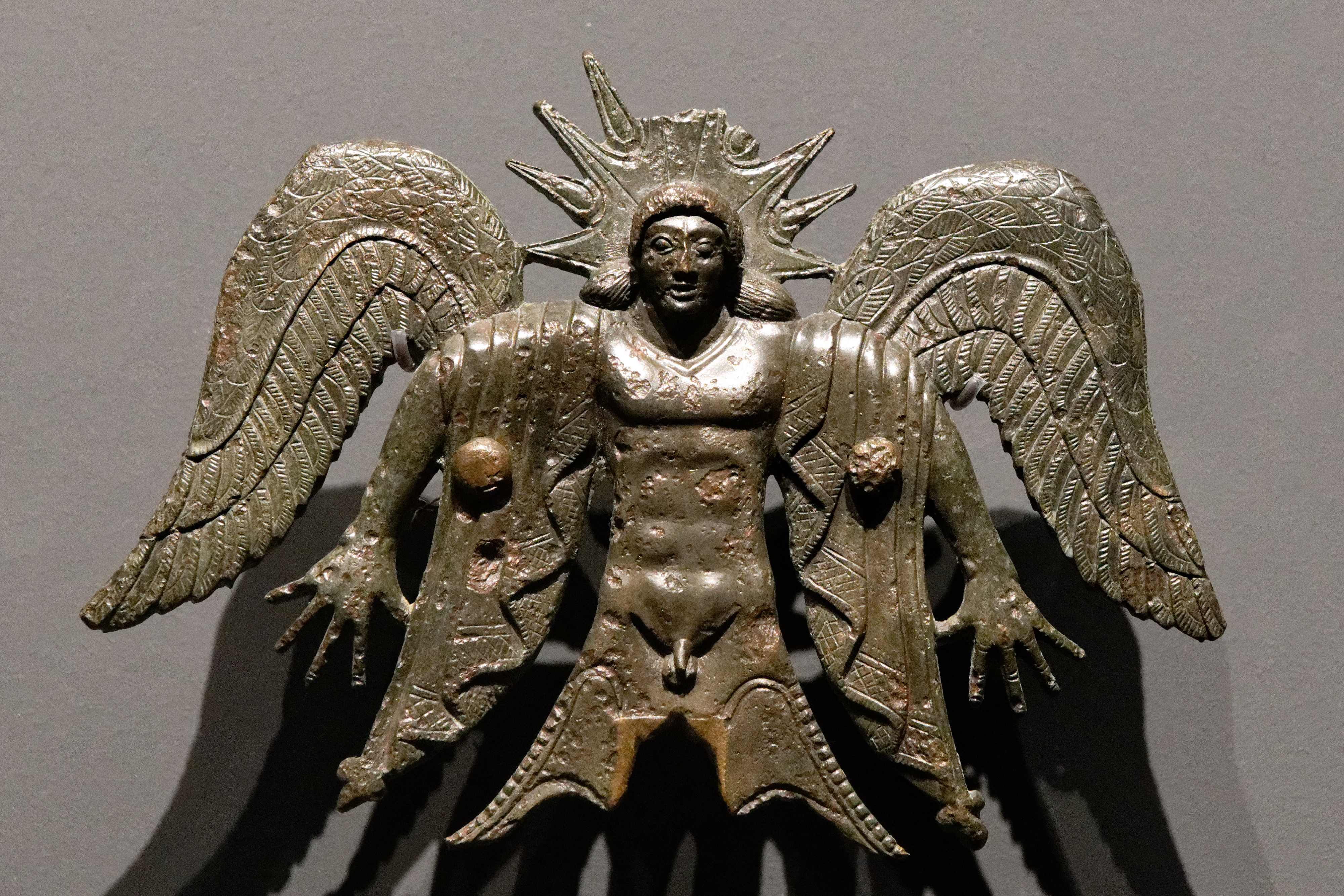
Adorno de carruaje de bronce que representa al dios solar etrusco Usil, 500–475 a. C., Museo del Hermitage.

Usil es el dios del sol en la mitología etrusca. 

## Representaciones
Su nombre aparece inscrito en la cara convexa del bronce del hígado de Piacenza, cercano a Tiur, la deidad lunar.
En un espejo de bronce etrusco se representa a Usil, grabado icónicamente en estilo arcaico tardío, emergiendo del mar, con sus dos brazos extendidos, sosteniendo una bola de fuego en cada mano. Anteriormente estuvo en el mercado de antigüedades romano.
En un espejo etrusco de c. 500 a. C., de la Biblioteca Nacional de Francia, aparecen un varón desnudo y una dama vestida con túnica larga, que ante un altar, dan culto a Usil, que está representado por un disco con rayas.
En los espejos etruscos de estilo clásico, Usil aparece con una aureola.
En representaciones artísticas, Usil se muestra en estrecha asociación con Thesan, la diosa del amanecer, algo que casi nunca se ve con Helios y la diosa Eos. En un espejo encontrado en la Toscana (siglo IV a. C.), Usil está sentado con el dios Nethuns, acompañado por la diosa Thesan. La cabeza de Usil está rodeada por una aureola, y sostiene un arco en su mano derecha.

## Sincretizaciones
La representación anterior muestra que Usil se equipara con el dios Aplu (correspondiente al griego Apolo), que es del siglo IV, aunque todavía no era un lugar común. Usil se ha sincretizado usualmente con el dios romano Sol y el griego Helios. En la Antigua Grecia, Helios no se representaba de esta manera en el período clásico. Sin embargo, Helios y Apolo a menudo se identifican en las profecías de las sibilas utilizadas por los romanos.
Sin embargo, aunque Usil se representa mayoritariamente como hombre, en algunas obras de arte, también tiene representaciones femeninas. En particular, existe una posible equiparación con otra diosa indígena etrusca, Cautha (también, Catha), que a menudo es interpretada como de carácter solar. 